# Teatro Heredia (Santiago de Cuba)
El Teatro Heredia es el principal de los teatros de Santiago de Cuba.

## Historia
La destrucción del Teatro "Aguilera" en un incendio y la clausura del Teatro "Oriente" dejaron a Santiago de Cuba sin un escenario adecuado para las presentaciones artísticas en la ciudad. Esto motivó el surgimiento de la idea de construir un teatro nuevo digno de la segunda ciudad más importante del país. El entonces vicepresidente Raúl Castro propuso la idea por primera vez en 1982. 
La construcción comenzó en diciembre de 1986, a cargo del prestigioso arquitecto cubano Antonio Quintana Simonetti (1919-1993). El teatro fue bautizado "Heredia" en honor a José María Heredia, un destacado poeta cubano y santiaguero de inicios del siglo XIX. Fue inaugurado el 23 de agosto de 1991, con un acto que celebraba el aniversario 31 de la fundación de la Federación de Mujeres Cubanas. Pocos meses después, en octubre de ese mismo año, el teatro fue sede del IV Congreso del gobernante Partido Comunista de Cuba. 
El teatro fue restaurado en la década de 2010. En sus escenarios se han presentado numerosos artistas cubanos como el Ballet Nacional de Cuba y su directora, la prima ballerina absoluta Alicia Alonso, el grupo infantil La Colmenita, el Circo Nacional de Cuba, Polito Ibáñez, David Blanco, Silvio Rodríguez, Pablo Milanés, Buena Fe, Carlos Varela, Moneda Dura, Rosa Fornés, Elena Burke, Farah María, Héctor Téllez, Miguel Ángel Piña, Alfredito Rodríguez, Luis Carbonell, muchas orquestas populares de Cuba, el Ballet Folclórico de Oriente, el Ballet Folclórico Cutumba, la Compañía Teatro Danza del Caribe, entre otros muchos.